# Вулиця Луценка (Черкаси)
Ву́лиця Луце́нка — вулиця в Черкасах.

## Розташування
Вулиця починається від вулиці Смілянської і простягається на північ, впираючись у вулицю Лук'янова.

## Опис
Вулиця неширока, повністю асфальтована.

## Походження назви
Вулиця була утворена 1977 року як Проектна, але з часом перейменована на честь Онуфрія Луценка, Героя Радянського Союзу.

## Будівлі
По вулиці розташовані багатоповерхові будинки та промислові підприємства, одне з яких взуттєва фабрика «Лавента».